# Акрополь (район Афин)
Акрополь (греч. Ακρόπολη) — район в центре Афин, расположенный вдоль улицы Дионисиу-Ареопайиту, между афинским Акрополем и холмом Филопаппа. 
Кроме Акрополя и памятника Филопаппа здесь расположены Одеон Герода Аттика, руины театра Диониса, Ареопага. По данным Греческой национальной туристической организации, Акрополь ежегодно посещает наибольшее количество туристов по сравнению с другими районами Афин.
20 июня 2009 года по улице Дионисия Ареопагита был открыт Новый музей Акрополя, хотя часто эту территорию относят к другому афинскому району — Макрияни.